# Crateroscelis
Crateroscelis,  es un género de ave paseriforme perteneciente a la familia  Acanthizidae. Anteriormente estab a emplazado en la familia Pardalotidae. Es originario de Australia. Se les conoce popularmente como acantizas.

## Especies
Comprende las siguientes especies:
- Crateroscelis murina.
- Crateroscelis nigrorufa.
- Crateroscelis robusta.